# Чорний лицар (Дейн Вітман)
Дейн Вітман (англ. Dane Whitman) — супергерой з коміксів американського видавництва Marvel Comics; третій персонаж всесвіту Marvel, відомий під ім'ям Чорний лицар (англ. Black Knight); нащадок сера Персі зі Скандії і племінник суперлиходія Натана Гаррета, які так само мали це ім'я.

## Історія публікацій
Створений письменником Роєм Томасом і художником Джоном Бусемом Дейн Вітман з'являється вперше у випуску The Avengers # 47 (грудень 1967) і стає героїчною версією Чорного лицаря в наступному випуску — The Avengers # 48 (січень 1967). Інколи він бився на боці Месників, згодом увійшов до їхнього основного складу і регулярно з'являвся у випусках The Avengers #254-297 (1985—1988). Також Вітман отримав власну обмежену серію Black Knight # 1-4 (червень-вересень 1990), написану Роєм і Даном Томасами й намальовану Тоні ДеЗуніга та Річем Баклером.
Разом з іншими Чорними лицарями Дейн Вітман з'явився в написаному Роєм Томасом та ілюстрованому Томом Грамметом і Скоттом Ханна випуску Mystic Arcana: Black Knight (вересень 2007), другому з чотирьох випусків серії Mystic Arcana.

## Біографія

Перша поява Дейна Вітмана в образі Чорного лицаря на обкладинці The Avengers № 48 (січень 1968), художник Джордж Таска

Дейн Вітмен народився в Глостері, штат Массачусетс, у багатій родині, в юності вивчав фізику. Вітмен найбільше відомий, як сучасний Чорний Лицар. Племінник лиходія Чорного лицаря Нейтана Гаррета, Дейн Вітман був викликаний дядьком, коли того смертельно поранили після бою із Залізною людиною. Наостанок дядько зізнався йому у своєму злочинному житті та запропонував Дейну відновити честь спадщини Чорного лицаря.
Спочатку Дейн сподівався використати наукові знання на користь добра. Утім, його наукові експерименти з використанням магнетизму для пошуку позаземного життя випадково повернули на Землю Магнето та Жабу, які вважалися загубленими у космосі. Магнето відразу ж повторно сформував своє Братство і розпочав з викрадення Ртуті та Багряної відьми. Вітман одягнув костюм, взяв зброю Чорного лицаря і став вистежувати Магнето, але зустрів Месників, які прийняли його за його дядька. Чорний лицар допоміг Месникам у пошуках, але покинув їх, роздратований їхньою недовірою.
Дейн Вітман під виглядом свого дядька приєднується до Повелителів Зла, команди суперлиходіїв, яку зібрав Червоний Капюшон. Він сподівався проникнути до їхніх лав і спробувати зв'язатися з Месниками до того, як лиходії вчинять насильство, проте його викрили. Пізніше Чорний лицар вистежив Королів Зла і допоміг Месникам перемогти ворогів. Герої розлучаються з більшою довірою одне до одного, проте Дейн Вітман все одно продовжив триматися осторонь.
Вітман вирушив до Англії, сподіваючись продати останню спадщину, що залишилася від дядька — замок Гаррета. Там, так само як і його дядько, він зв'язався з духом свого предка, сера Персі Скандійського, першого Чорного лицаря. Однак, у цьому випадку Вітман виявився гідним витягнути Ебенове лезо з піхов. З його допомогою він переміг демонічного стража меча, а пізніше Ле Сейбра, сучасного агента Мордреда, ворога сера Персі.
Повернувшись до Америки Чорний лицар через Вікторію Бентлі знайомиться з верховним магом Доктором Стренджем. Вони разом борються проти лиходія Тіборо, а пізніше разом із Месниками — проти вогняного демона Суртура та крижаного гіганта Іміра.
Чорний лицар знову зустрівся з Месниками, коли ті виявилися пішаками Канга-Завойовника у його грі з Гросмейстером. Чорний Лицар зумів перемогти Канга і відправити месників назад у сьогодення. На подяку Месники запропонували йому членство в команді, Дейн погодився на резервний статус, оскільки на той час проживав в Англії.
З часом Вітман почав відчувати прокляття Ебенового леза, яке робить його більш жорстоким і кровожерливим. Коли він мало не вбив двох злодіїв, які вкрали коштовності, Чорний лицар спробував зламати прокляття, знищивши лезо. Пошуки привели його до чарівного виміру Полемахус, але його захопили Аркон і Чарівниця Амора. Чарівниця попереджає Месників про долю лицаря через сон Багряної відьми і переконує Аркона боротися з супергероями, сподіваючись, що вони будуть розгромлені. У бою Чорний лицар втрачає Ебенове лезо, думаючи, що його було знищено. У результаті Аркон, переконавшись у правоті героїв, залишає Чарівницю і відправляє Вітмана та Месників додому.
Насправді Ебенове лезо вціліло і загубилося в часі. Опинившись на Олімпі, воно потрапило до рук Ареса, який, об'єднавшись із Чарівницею, почав атаку на Олімп. Чорний лицар, який дізнався про це, зібрав Месників — разом герої зупинили Ареса, повернули Ебенове лезо і ув'язнили Чарівницю. Проте Амора втекла і потрапила у вимір, керований іншою асгардіанською чарівницею Касіоленою, якій служив Кат. Касіолена нападає на замок Гаррета, де на той час знаходилися Захисники. Герої перемогли Касіолену, а Чарівниця і Кат почали тікати, проте Амора встигла перетворити Чорного лицаря на камінь. Коня Арагорна тоді почала використовувати Валькірія.
Доктор Стрендж забирає до себе тіло Вітмана, сподіваючись коли-небудь зламати прокляття. Зрештою, йому вдається зв'язатися з духом Чорного лицаря, загубленим у безіменному вимірі. Тим часом демон Дормамму влаштував змагання між Месниками та Захисниками за Зле Око, потужний магічний артефакт, котрий єдиний міг урятувати Чорного лицаря. Дормамму майже знищив всесвіт перед тим, як був переможений. Зле Око так і не змогло повернути Чорного лицаря, і той потрапляє у XII століття за часів хрестових походів.
За допомогою заклинання Мерліна під час падіння Камелота дух Вітмана вселяється в тіло свого пращура, Еобара Гаррінгтона, також відомого як Чорний лицар. Вітман таким чином отримує можливість відстежити лиходія Мордреда, який убив Гаррінгтона. Заклинання Мерліна також привело Захисників, які допомогли протистояти Мордреду, його союзникам та армії. Зрештою Вітман вирішив залишитися в минулому, борючись у хрестових походах від імені короля Річарда, а Захисники повернулися додому.
Після хрестових походів до Чорного лицаря приєднався Верховний друїд Авалону Амергін, який захищає Авалон від нападу Фоморів, родових ворогів англійських богів, які хотіли б використовувати Авалон для вторгнення на Землю. За пропозицією Вітмана Амергін використав свого сучасного нащадка Доктора Друїда, щоб викликати на допомогу Месників. Вони сподівалися використовувати Зле Око, щоб поглинути енергію, достатню для закриття порталу між Землею та Авалоном. Чорний лицар був змушений використати Око, руйнуючи своє тіло. Доктор Друїд повернув Месників на сучасну Землю і, використовуючи свої останні сили, відновив кам'яне тіло Дейна Вітмана, перетворивши його знову на живу людину. Одночасно у Вітмана з'явився новий крилатий кінь Валінор.
Чорний лицар спробував адаптуватися у сучасному житті, хоча багато чого змінилося за його відсутності. Вікторія Бентлі стала доглядачем замку Гаррета, який вона придбала під час участі Дейна у хрестових походах, щоб запобігти захопленню британським урядом майна за несплату податків. Також Вітман прийняв під свою опіку молодого ірландського сироту Шона Долана і став його наставником. Проте з часом Вітман знову почав відчувати божевілля і кровожерливість. Доктор Стрендж з'ясував, що Ебенове лезо було прокляте для його первісного власника, сера Персі Скандійського, щоб той проливав кров, поки володів мечем. Доктор Стрендж встановив контакт з духом сера Персі, щоб той перебував у лезі, і таким чином зламав прокляття. В цей період Валінор втратив свої крила і Вітман перестав ним користуватися.
Чорний лицар повернувся до Америки, де знову став активним учасником. Його новим транспортним засобом став механічний «Атомний кінь». Коли член месників дівчина-амфібія Марріна зазнала трансформації на величезне морське чудовисько, що нагадує міфічного Левіафана, і почала топити кораблі та руйнувати підводний світ Атлантиди, месники почали полювання на неї, але чоловік Марріни Неймор, взяв у Вітмана Ебеннове лезо. Вітман відразу відчув ефект прокляття крові на лезі, чий вплив повільно перетворював його на живе продовження клинка. Таким чином, він почав розрізати людей і предмети, яких торкався, і поступово йому ставало дедалі важче рухатися.
Чорний лицар був змушений покинути Месниками у компанії свого товариша по команді Тора, який сподівався знайти ліки від стану Вітмана в області Асгарда. Однак у той час Асгард виявився втягнутим у боротьбу з єгипетським богом смерті Сетом та його армією. Врешті решт, Тор використав прокляття Чорного лицаря, щоб убити Сета. Потім Тор повернув тіло лицаря назад на Землю, віддавши його під опіку Доктору Стенджу. Дейн Вітман був відновлений завдяки спільним зусиллям мага, його друзів Вікторії Бентлі та Шона Долана та духа сера Персі.
Незабаром Чорний лицар повернувся до Мстителів, залишивши Ебенове лезо, помінявши його на високотехнологічний лазерний меч. Вітман став одним з найвизначніших членів команди, і навіть виступав як неофіційний польовий лідер. Він став більш безжальним ніж раніше, що відбилося в бажанні вбити інопланетне створення на ім'я Вищий Розум за його роль у розпалюванні війни між кріанцями та скруллами. Згодом він став нехтувати своїм зброєносцем Шоном Доланом та Вікторією Бентлі.
Шон Долан пізніше використав Ебенове лезо, ставши одержимим ним і перетворившись на демонічну сутність на ім'я Кривавий привид, вбивши Вікторію Бентлі і вкравши коня Валінора. Вітман переміг Кривавого привида, але Долан утік, перетворившись на одного з найзапекліших ворогів Вітмана.
Чорний лицар незабаром опинився в любовному трикутнику між двома своїми товаришами по команді, представницею раси Нелюдей Кристал і представницею раси Вічних Серсі . Дейн був закоханий у Кристал, колишню дружину Ртуті, але також сильно притягувався до психічно неврівноваженої Серсі, яка була шалено закохана в нього і змушувала Дейна подумки зв'язуватися з нею. Коли Ртуть повернувся в команду і, здавалося, був готовий помиритися з Кристал, Вітман безкорисливо відмовився від свого почуття до неї. Приблизно в той же час, месники були атаковані Проктором, версією Вітмана з іншого виміру, який був сповнений рішучості вбити Серсі для помсти за те, що її версія в його реальності зробила з ним. Чорний лицар допоміг перемогти Проктора і змирився з вигнанням Серсі в інший вимір, бок її психічна нестабільність, що зростала, зробила її занадто небезпечною, аби залишатися на Землі.
Під час своїх пригод в інших вимірах Серсі відновила свою емоційну стійкість і Дейн провів деякий час із командою під назвою «Ультрасила», навіть ставши її лідером. Він і Серсі врешті-решт вирішили повернутися у свій світ, хоч і зуміли це зробити після випадкової поїздки за часів хрестових походів, в ході якої Вітман заробив дружби і ворожнечу Беннета дю Парижа, одержимого жагою влади лицаря, який вижив у сучасному світі у вигляді мутанта -терориста Виходу, лідер Служителів. Після повернення до сучасного світу Дейн і Серсі розлучилися. Месники були тимчасово розпущені в той час, коли Чорний лицар знайшов новий будинок та нову роботу в Oracle Incorporated, приєднавшись до нової команди Героїв з Найму. Приблизно водночас Дейн зв'язався з Володаркою Озера, яка повідомила йому, що йому судилося стати чемпіоном Авалона, містичної кельтської області. Володарка Озера дала лицарю нового чарівного крилатого коня на ім'я Страйдер та містичну зброю для битви зі злом в ім'я Авалона.
Чорний лицар продовжував битву зі злом разом з Героями за Наймом і як неактивний член Мстителів, поки Герої за Наймом були розформовані. В одній із місій вони зіткнулися на горі Вундагорі із гуманоїдними тваринами, створеними Вищим Еволюціонером. Чорний лицар вважав за краще залишитися на Вундагорі і вести цих «нових людей», як лицарів Вундагари.
Пізніше Вітман відокремився від Нових людей для того, щоб приєднатися до своїх колег месників у різних пригодах. Одна з таких пригод привели Чорного лицаря до країни Слоренії, де вирував Кривавий привид. Лицар сподівався залишитися в Слоренії і, нарешті, перемогти Криваву примари, але він повернувся до Мстителів під час війни проти Канга, якому майже вдалося захопити Землю, після бою з Кангом Чорний лицар знову розлучився з Месниками.
Пізніше Чорний лицар приєднався до МІ-13 під час Таємного вторгнення. Він думав, що був озброєний Ебеновим лезом, але пізніше з'ясувалося, що це була підробка, створена Дракулою, що має інтелект і живиться кров'ю. Було показано, що у Вітмана буквально було кам'яне серце, подароване йому Серсі, щоб охороняти його. Дейн бився зі Скруллами в Лондоні, де в нього зав'язалися романтично стосунки з медиком Фаїзою Хуссейн, яку після війни зі Скруллами зробив своїм зброєносцем. Разом вони вирушають до Ваканди, щоб забрати у королеви Шторм справжнє Ебенове лезо, але Вітман, як і раніше, зберігає у себе підробку Дракули.

## Сили та здібності
Дейн Вітман є кваліфікованим бійцем без зброї, чудовим фехтувальником і вершником. Хоча він спеціалізується в галузі фізики, але також володіє широким спектром знань в інших передових науках та технологіях, у тому числі в генетиці та машинобудуванні. Дейн Вітман має сильні стратегічні та тактичні навички.

## Зброя та спорядження
Коли Дейн Вітман торкається свого містичного кулона і закликає ім'я Авалона, він викликає своє лицарське спорядження та коня. Обладунки та зброя є дуже легкими, але при цьому надприродно міцними. Його Щит Ночі не тільки захищає його від більшості атак, але також поглинає енергію проти нього. Він може потім випустити цей запас енергії у вигляді потужних вибухів зі свого Меча Світла.
Так само в різний час Дейн Вітман володів різною зброєю, у тому числі легендарним Ебеновим лезом, силовим списом та лазерним мечем.

### Ебенове лезо
Ебенове лезо, створене чарівником Мерліном, є непорушним зачарованим мечем, викуваним за допомогою магії з метеорита, який впав на Землю за доби середньовіччя. Воно може прорізати будь-яку речовину за винятком алмазу, а також відбивати енергію та проникнути через енергетичні поля, у тому числі створені містичними силами. Його власник може також транспортувати лезо до себе через магічний зв'язок. Ебенове лезо було зачароване «прокляттям крові», тож, якщо його володар використовуватиме лезо для негідних вбивств, він буде змушений використовувати меч, щоб проливати надзвичайно багато крові. Після того, як Вітман вважав, що прокляття ніколи не буде знято і перестав використовувати цю зброю, його колишній учень Шон Долан під впливом леза став убивчою Кривавою примарою .

### Силовий спис
Оригінальною зброєю Вітмана був його силовий спис, пристрій створений на основі проєктів його дядька. Цей спис оснащений різною прихованою зброєю, у тому числі проектором теплових та силових променів та пристроєм для випуску газу з метою відволікання супротивників. Вітман дуже рідко використовував спис після того, як став володіти різними мечами.

### Лазерний меч
Лазерний меч, відомий також як нейтронний меч або фотонний меч, це портативний пристрій, який генерує «клинки» світла, це лезо може бути скориговано з різними налаштуваннями, у тому числі лазером, що проникає, який може прорізати майже будь-яку речовину і нематеріальний енергетичний стовп, а також може порушити нервову систему жертви, не завдаючи їй фізичних ушкоджень.

## Транспорт
У різний час Дейн Вітман їздив на різних конях: Арагорні, Валінорі, атомному коні та Страйдері.

### Арагорн
Арагорн це кінь, якому Дейн дав крила та здатність літати за допомогою технології генної інженерії, створеної його кримінальним дядьком. При першій поїздці Дейна в часі в епоху хрестових походів він був розділений з Арагорном, і кінь був узятий Валькірією Брунгільдою і залишився під вартою з благословення Дейна.

### Валінор
Під час перебування у дванадцятому столітті Дейн заволодів крилатим конем на ім'я Валінор. Але пізніше Валінор був викрадений Кривавим привидом .

### Атомний кінь
Протягом деякого часу Дейн використовував атомного коня, один з механічних літальних апаратів лицарів Вищого Еволюціонера з Вандагори. З того часу він відмовився від нього, хоч і залишив його на зберігання в Особняку Месників, де він використовувався Мечником.

### Страйдер
Крилатий кінь Страйдер отримав Дейн від Володарки Озера з умовою того, що він знову стане Чорним лицарем. Страйдер може літати на високих швидкостях і навіть здатний подорожувати під водою. Дейн, поки сидить верхи, набуває здатність дихати незалежно від навколишнього середовища.

## Альтернативні версії

### Зомбі Marvel
У всесвіті Marvel Zombies Дейн Вітман стає одним з десятків зомбі, які обложили замок Доктора Дума.

### Проктор
Проктор — версія Дейна Вітмана на Землі-374. Він є лідером «Збирачів», групи, яку він створює в результаті того, що в цьому всесвіті Серсі відкидає його. Метою створення команди є вбивство заради помсти всіх версій Серсі з мультивсесвіту Marvel. Ця місія приводить його до Землі Месників, де він намагається завоювати любов Магдалини та проникнути до Месників. Наприкінці своєї конфронтації з Месниками він пронизує себе Ебеновим лезом, але примудряється врятуватися.

## Поза коміксами

### Кінематографічний всесвіт Marvel
- Кіт Харінгтон зіграв Дейна Вітмана у фільмі «Вічні» 2021 року, що входить до кінематографічного всесвіту Marvel[10].

### Мультсеріали
- Дейн Вітман з'являється як камео в серії «Прихід Завойовника» мультсеріалу «Месники: Могутні герої Землі», де захищає Лондон від загарбників Кангу.

### Відеоігри
- Чорний лицар є ігровим персонажем у грі «Avengers in Galactic Storm»[11].